# Masticha

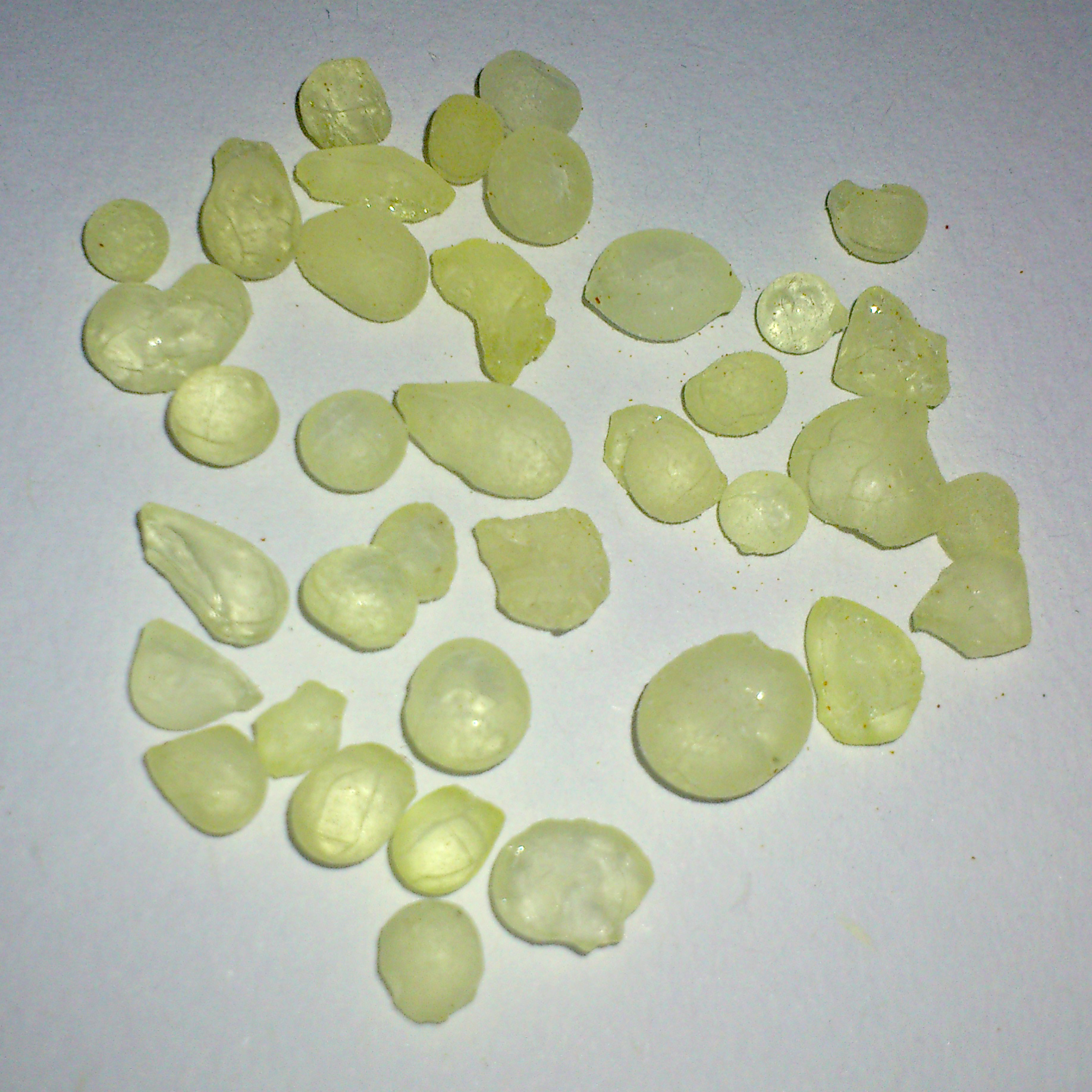
Masticha

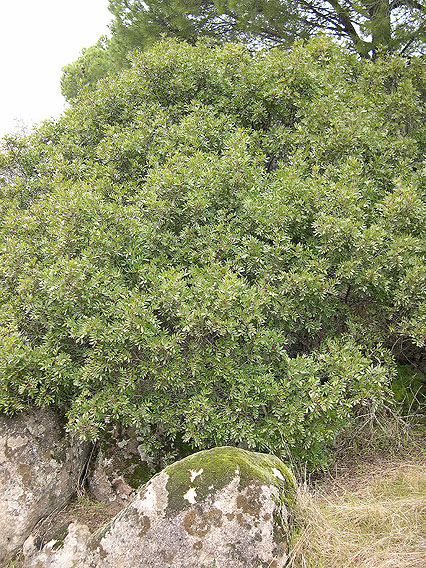
Keř řečíku lentišku

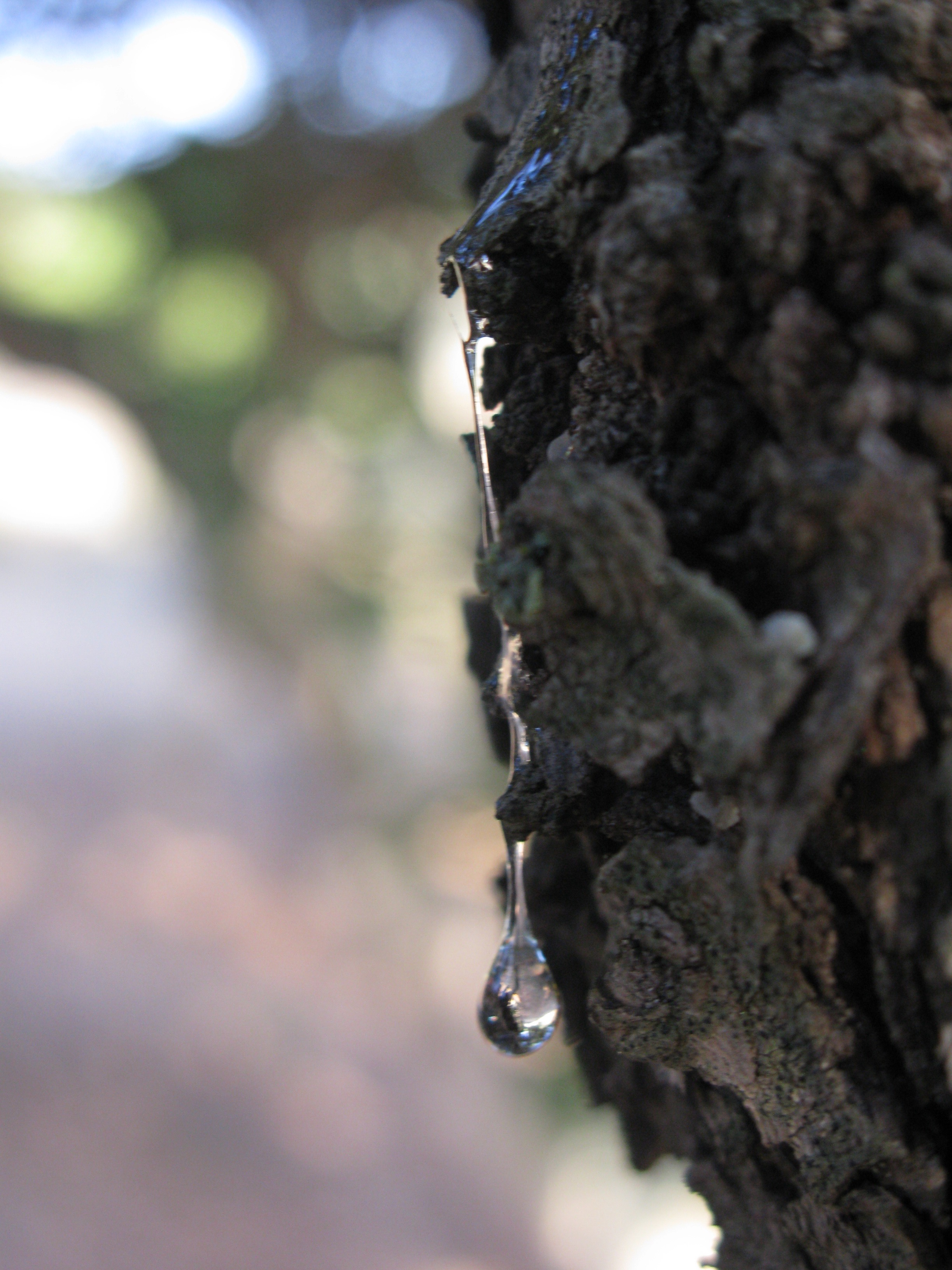
Takto se rodí masticha. Kapka pryskyřice vytéká ze zářezu na řečíku lentišku

Masticha nebo mastix je pryskyřice, která se získává z keře řečíku lentišku (Pistacia lentiscus) výhradně[zdroj?] na řeckém ostrově Chios.

## Původ
Turecký název ostrova Chios zní Sakız Adası a znamená „ostrov lepidla“. V době osmanské nadvlády na Chiosu se cena mastichy rovnala ceně zlata.[zdroj?] Za krádež mastichy, ať už z přírodních zdrojů, byl viník na příkaz sultána popraven. Během masakru na Chiosu v roce 1822 ušetřil sultán obyvatele oblasti Mastichochoria, kteří pak měli pro něj i jeho harém zajišťovat dodávku této zázračné hmoty.[zdroj?]
V jižní části tohoto ostrova se nachází 24 vesniček, kde mastichu sklízejí a zabývají se jejím zpracováním.[zdroj?] Přestože řečík lentišek roste i jinde ve Středomoří a na světě, nikde jinde nemá tak jedinečné účinky.[zdroj?] Proto je označení Masticha Chiu uznáno jako Chráněné označení původu Evropské unie (PDO).[zdroj?]
Produkce mastichy utrpěla značnou újmu v roce 2012, kdy byly lesy zasaženy rozsáhlými požáry.

## Využití
Masticha byla využívána již ve starověku. Možná ji měl na mysli i Ezechiel, když píše: „(Týre), obchodovaly s tebou Judsko a izraelská země; směňovaly s tebou mínitskou pšenici, proso, med, olej a mastix.“
V současnosti má masticha široké využití v potravinářském průmyslu, v lékařství a kosmetice. Používá se při přípravě mastí na ekzémy, popáleniny, omrzliny. Bylo prokázáno, že masticha dokáže absorbovat cholesterol a snižovat krevní tlak.[zdroj?] Je vynikající pro ústní hygienu, působí antisepticky a vede k redukci zubního plaku. Při dlouhodobém užívání zabíjí bakterii Helicobacter pylori, která způsobuje peptické vředy, gastritidu a duodentidu (zánět dvanáctníku).
V potravinářství se masticha používá k ochucení masa, mořských plodů, jako přísada do koláčů a cukrovinek. Populárními produkty z mastichy nebo s přísadou mastichy jsou žvýkačky, olej, voda, likéry, mýdla, zubní pasty...